# Port-Menier
Port-Menier, em Quebec, é uma pequena vila de pescadores localizada no extremo ocidental da Ilha Anticosti, Quebec, Canadá, parte do município L'Île-d'Anticosti. A vila-porto foi construída no final do século 19 pelo francês fabricante de chocolate Henri Menier.
A aldeia é o centro de Anticosti Island. Sua população duplica no verão com os trabalhadores sazonais e turistas. As bases econômicas são o turismo ao ar livre, caça, especialmente veados, e silvicultura / exploração madeireira. Serviços disponíveis em Port-Menier são: gerais e supermercados, posto de gasolina, bancos, restaurante e alojamento.
Port-Menier pode ser alcançado por meio de uma balsa que corre entre Sept-Îles, Port-Menier e Havre-Saint-Pierre, bem como outros destinos ao longo da costa norte do Rio São Lourenço. Este serviço é operado pela Relais Nordik e vai de abril a janeiro. O Aeroporto vizinho Port-Menier também fornece opções de transporte para a cidade.

## História
Em 1680, Louis Jolliet tornou-se o primeiro proprietário e Senhor de todo o Anticosti Island. Juntamente com ele, os primeiros colonos chegaram à ilha. Mas nenhum desenvolvimento significativo ocorreu até 1895, quando Henri Menier comprou a ilha e esperava para configurar uma senhoria que poderia ser auto-sustentável.
Ele primeiro estabeleceu um assentamento na Baía Sainte-Claire em 1895, mas a baía provou ser muito rasa para os grandes navios que precisaria. Em 1900, mudou-se a liquidação de Ellis Bay e estabeleceu Port-Menier ao longo da beira-mar com um cais de 1.000 metros. Ele investiu uma quantidade substancial de dinheiro para construir uma serraria para atender as operações madeireiras que colhidos madeira de fibra longa para a construção de madeira e pasta de madeira para a fabricação de produtos de papel. A comunidade foi centrada em um novo negócio,uma fábrica de conservas projetado para tirar vantagem da oferta abundante de peixes e lagostas. A cidade tinha seu próprio hospital, escola, igreja católica romana, loja geral, banco, padaria, hotel, além de casas e albergues para os trabalhadores, e 30 quartos escandinavo estilo uma mansão para si mesmo. Uma vez concluída, a ilha foi o lar de 800 residentes permanentes, a maioria dos quais eram canadenses franceses. Residentes e empresas obtida suprimentos a partir de um navio à vela Menier operado entre Quebec City e da Gaspé, e obteve o carvão das minas em Sydney, Nova Scotia.
Depois da morte de Henri Menier, a ilha e a aldeia permaneceu em sua família até 1926, após o que passou a ser propriedade de uma sucessão de empresas madeireiras. A aldeia era assim, não muito mais do que uma cidade empresa e viu pouco desenvolvimento. Em 1974, o governo de Quebec comprou a ilha e criou um conselho municipal de trabalho em 1984.